# Сен-Никола-де-Пор
Сен-Никола́-де-Пор (фр. Saint-Nicolas-de-Port) — коммуна во французском департаменте Мёрт и Мозель, региона Лотарингия. Центр одноимённого кантона. Здесь расположена известная Базилика Сен-Никола-де-Пор XIV века, которая дала городу современное название (с 1961 года). Известен с XI века как Пор (ворота). По соседству расположен Варанжевиль, известный своими солевыми копями.

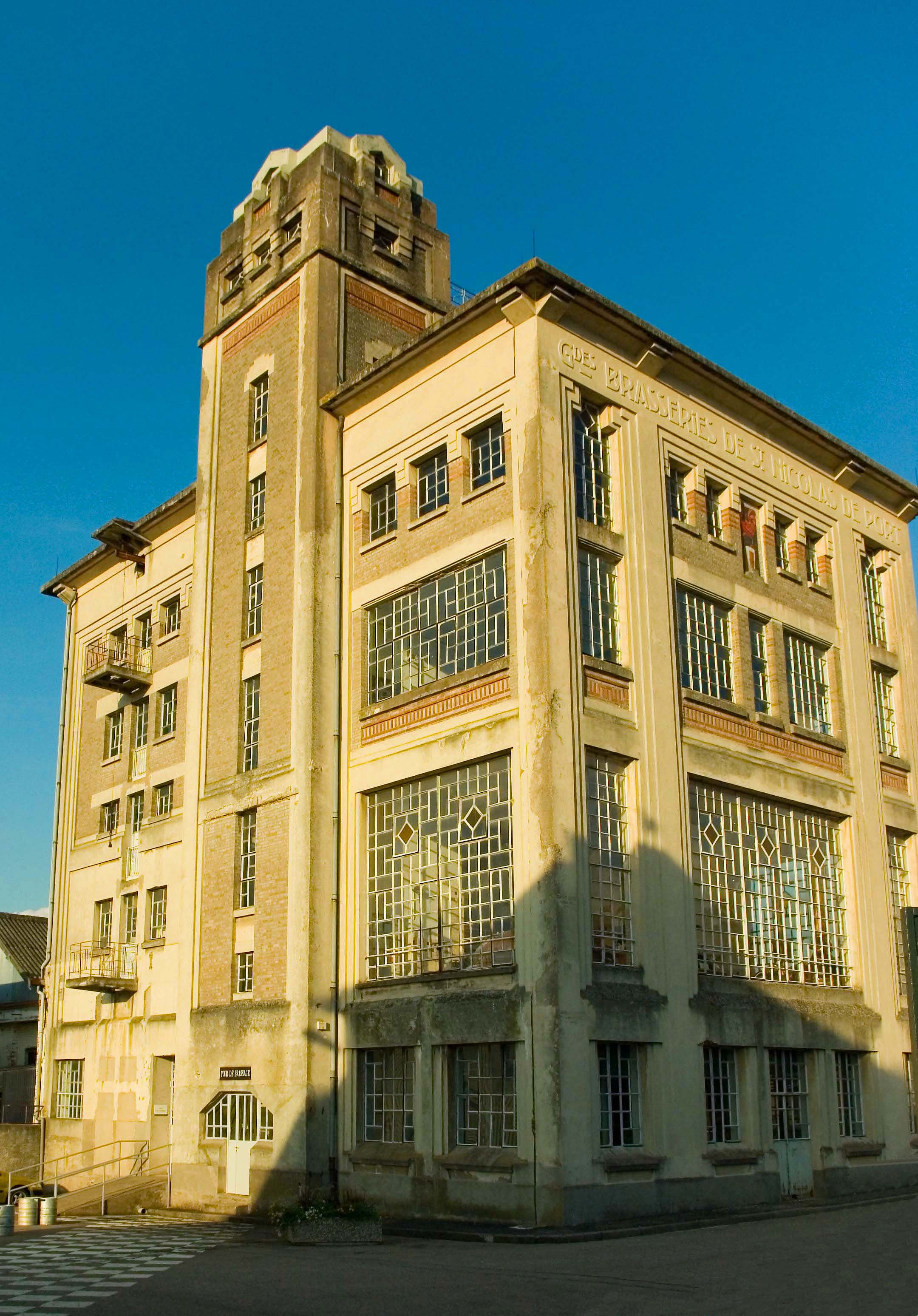
Французский музей пивоварения.

## Демография
Население коммуны на 2010 год составляло 7697 человек.
| 1962 | 1968 | 1975 | 1982 | 1990 | 1999 | 2010 |
| ---- | ---- | ---- | ---- | ---- | ---- | ---- |
| 5761 | 7279 | 7490 | 7482 | 7706 | 7506 | 7697 |

## Достопримечательности
- Базилика Сен-Никола-де-Пор
- Французский музей пивоварения